# Galerie Lucie Weill & Seligmann
 (février 2021).
Si vous disposez d'ouvrages ou d'articles de référence ou si vous connaissez des sites web de qualité traitant du thème abordé ici, merci de compléter l'article en donnant les références utiles à sa vérifiabilité et en les liant à la section « Notes et références ».
 (février 2021).
Améliorez-le ou discutez des points à vérifier. 
La galerie Lucie Weill & Seligmann est une galerie d'art ouverte en 1930 au 6, rue Bonaparte à Paris. 

## Historique
La galerie a été fondée par Lucie Weill en 1930. Située dans la rue Bonaparte à Paris, près de l'école des beaux-arts de Paris, la galerie est étroitement associée aux éditions Au Pont des Arts également créées par Lucie Weill. Jean Cocteau y a exposé ses premiers pastels
Le premier recueil a été consacré à Henri de Toulouse-Lautrec par Yvette Guilbert, édité en 1950. Durant la période 1930-1970, la galerie a été un des hauts lieux de l'art moderne en exposant Pablo Picasso, Max Ernst, Jean Arp[réf. nécessaire].
Au milieu des années 1970, la galerie fut reprise par France Seligmann jusqu'aux années 1990, puis par Charles Zalber jusqu'à son décès en 2011. En avril 2012, Victor Mendès, anciennement à la direction de la galerie PHOTO4, devient directeur de la galerie LWS. Une nouvelle salle d’exposition est ouverte.

## Quelques artistes représentés
- Pierrette Bloch
- Gisèle Freund
- Mario Giacomelli
- Ralph Gibson
- John Gossage
- Eikoh Hosoe
- Thierry Secretan
- Michel Sima